# Paraphaenogaster
Paraphaegaster
Genre
Synonymes
- Paraphaegaster

Paraphaenogaster est un genre fossile de fourmis dans l'ordre des Hymenoptera de la super-famille des Formicoidea, dans la famille des Formicidae et de la sous-famille des Myrmicinae, dans la tribu des Pheidolini.

## Systématique
Le genre Paraphaenogaster a été créé en 1981 par l'entomologiste et paléontologue russe Gennady Mikhaïlovitch Dlussky (d) (1937–2014).

## Liste d'espèces fossiles
Les espèces de ce genre s'établissent selon Paleobiology Database à :
- †Paraphaenogaster avita, Fujiyama 1970
- †Paraphaenogaster bizeri, Jessen 2020
- †Paraphaenogaster dumetorum, Lin 1982
- †Paraphaenogaster freihauti, Jessen 2020
- †Paraphaenogaster hooleyana, Dlussky and Perfilieva 2014
- †Paraphaenogaster jurinei, Heer 1849
- †Paraphaenogaster lapidescens, Zhang 1989
- †Paraphaenogaster loosi, Jessen 2020
- †Paraphaenogaster maculata, Théobald 1937[1]
- †Paraphaenogaster maculipes, Theobald 1937[1]
- †Paraphaenogaster microphthalma, Dlussky, 1981
- †Paraphaenogaster paludosa, Zhang 1989
- †Paraphaenogaster pannonica, Bachmayer 1960
- †Paraphaenogaster schindleri, Jessen 2020
- †Paraphaenogaster shanwangensis, Hong 1983
- †Paraphaenogaster tertiaria, Heer 1849 (
- †Paraphaenogaster wettlauferi, Jessen 2020
- †Paraphaenogaster wuttkei, Jessen 2020

Les espèces de ce genre s'établissent selon GBIF à :
- Aphaenogaster lapidescens (Zhang, 1989)
- Aphaenogaster paludosa (Zhang, 1989)
- Paraphaenogaster hooleyana Dlussky & Perfilieva, 2014
- Paraphaenogaster microphthalma Dlussky, 1981
- Paraphaenogaster shanwangensis Hong, 1984
- Rectorhagas dumetorum (Linnaeus, 1982)

## Clade
Le cladogramme selon Catalogue of Life s'établissait
- Paraphaenogaster microphthalma
- Paraphaenogaster shanwangensis

### Ouvrages
- Nicolas Théobald, Les insectes fossiles des terrains oligocènes de France, Université de Nancy, 1937, 473 p. (OCLC 786027547).